# Oreocallis grandiflora
Genre
Espèce
Classification phylogénétique
Oreocallis grandiflora est une espèce de plantes à fleurs de la famille des Proteaceae. Elle est monotypique dans son genre. Elle est originaire des régions montagneuses du Pérou et l'Équateur en Amérique du Sud. Auparavant, le genre était considéré comme ayant plusieurs espèces des deux côtés de l'océan Pacifique mais les quatre espèces originaires d'Australasie ont été reclassées dans le genre Alloxylon.
Le genre a été créé par Robert Brown en 1810 pour regrouper les espèces australiennes classées ailleurs, tandis que les deux espèces originaires d'Amérique du Sud ont été placées à l'époque dans le genre Embothrium. Un reclassement par le botaniste néerlandais Hermann Otto Sleumer en 1954 a vu ces espèces transférées dans le genre Oreocallis.
Le nom est dérivé des mots en grec ancien Os, « montagne » et kalli « beauté ».
Une deuxième espèce, Oreocallis mucronata, a été reclassée comme conspécifique avec Oreocallis grandiflora. Certaines sources récentes reconnaissent les deux espèces.

## Description
Ce sont des arbres ou des arbustes qui atteignent une hauteur d'environ 6 mètres. Les feuilles, qui sont disposées en spirale le long des rameaux, sont simples et entières. Comme c'est le cas avec de nombreuses espèces de Proteaceae, les feuilles sont très variables. La forme des feuilles varie de lancéolées à large et en forme d'ellipse. La base de la feuille peut être étroite ou large et l'extrémité peut être pointue ou arrondie. Elles font généralement entre 4,8 et 12,7 centimètres de longueur, pouvant parfois atteindre des longueurs de 21,5 cm et font de 1,6 à 3,4 cm de largeur. Les jeunes feuilles sont souvent recouvertes de poils denses, rougeâtres alors que les plus âgées ont tendance à avoir une surface lisse avec des poils concentrés le long des nervures principales sur la surface inférieure de la feuille. Les plantes ont une inflorescence terminale ou latérale. Les inflorescences, qui font généralement de 7 à 17,5 cm de long, mais atteignent parfois 38 cm, portent des fleurs qui peuvent être de couleur blanche, rose, jaune ou rouge. Les tépales (pétales et sépales) sont la plupart du temps soudés sur toute leur longueur avec seulement le bout des pétales libre. Les grains de pollen ont trois pores, une caractéristique qui est considérée comme primitive chez les Proteaceae.